# Záznamy z poustevny
Záznamy z poustevny (japonsky: 方丈記, Hódžóki) jsou jedním z důležitých krátkých děl japonské zápiskové literatury období Kamakura (1185–1333). Jejich autorem je Kamo no Čómei (1153–1216). Dílo dokončené v roce 1212 popisuje katastrofy (oheň, zemětřesení, hladomor), které postihly lid v hlavním městě Kjótu. Čómei se stal buddhistickým mnichem a stěhoval se stále dále a dále do hor, kde nakonec žil v osamění v malé chýši. Právě název této mnišské chýše (nebo poustevny) zvané hódžó dal vzniknout názvu celého díla.

Úvodní věty Zápisků z poustevny jsou v japonské literatuře považovány za proslavený symbol mudžó (無常) (pomíjivosti):
„Proud plynoucí řeky neustává, přitom však to není táž voda. Pěna rozplývající se na tišinách mizí a zase se utváří, ale nestane se, že by setrvala dlouho.“ (Novák)
Do češtiny dílo přeložil Miroslav Novák a vyšlo jako součást sbírky Zápisky z volných chvil.